# Dailam

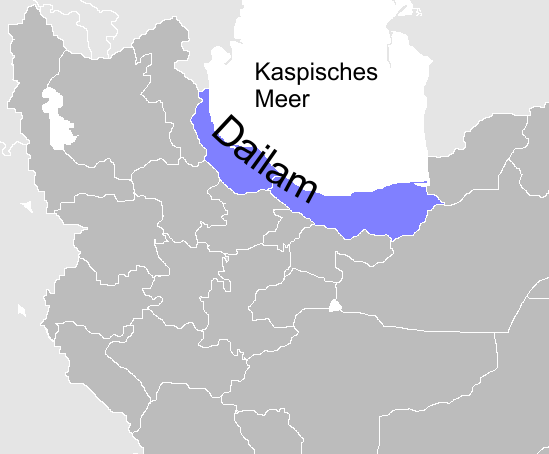
Die Region Dailam (farbig hinterlegt sind die heutigen Provinzen Gilan und Mazandaran)

Dailam, Deylem oder Dailaman bzw. Deylaman (arabisch ديلام, persisch دیلمان) ist der historische Name einer gebirgigen Küstenregion im Süden des Kaspischen Meeres in Iran. Das östliche Tabaristan (das heutige Mazandaran) und das westliche Gilan werden im weiten Sinne Dailam zugerechnet.
Wegen seines gebirgigen Charakters war Dailam vor den Angriffen der Araber geschützt und wurde erst spät islamisiert. Die von Verwaltern (Kadchodā) regierten Dailamiten nahmen durch die Missionare der Zaiditen das Schiitentum an. Der arabische Historiker Ibn al-Athir sagte über die Dailamiten, dass sie die schiitische Religion angenommen haben. Vor der Islamisierung gehörte der Großteil der Bevölkerung dem Zoroastrismus an.
Hamzah al-Isfahani, ein persischer Historiker des 10. Jahrhunderts, berichtet davon, dass die Perser die Dailamiten Kurden von Tabaristan und die Araber sie Kurden von Suristan nannten.
Die Dailamiten waren allerdings keine ethnischen Kurden im heutigen Sinne.
Seit der Zeit der Sassaniden waren die Dailamiten als Fußsoldaten begehrt und wurden von islamischen Dynastien wie jenen Ghaznawiden und Fatimiden als Söldner benutzt. Nizam al-Mulk schlug in seinem Werk Siyasatnama vor, die Türken und Dailamiten als Soldaten zu verwenden.
Die Dailamiten gründeten unter anderem die Fürstentümer der Buyiden und Kakuyiden.
Als mit der Festung von Alamut eines der Zentren Dailams von den Nizariten, einer Gruppierung der Ismailiten übernommen wurde, wurden die Dailamiten auch als Fedajin eingesetzt.
Während der Zeit der dailamitischen Reiche und Dynastien wanderte zwischen 800 und 1000 n. Chr. eine große Gruppe Dailamiten nach Anatolien aus.
Der arabische Geograph al-Muqaddasi sagte über die Dailamiten, dass sie groß und hübsch waren.

## Die Nachfahren
Nach einer These des deutschen Iranisten Friedrich Carl Andreas von 1906 waren die im südkaspischen Gebiet lebenden parthisch-stämmigen Dailemi (Dêlemî) Vorfahren der Zazas, woraus sich eine der heutigen Bezeichnungen für die Zaza, nämlich „Dimli“ erklären könnte. Diese These wurde schon vorher vom armenischen Historiker Antranig 1880 vertreten und fand später die Unterstützung des russischen Orientalisten Wladimir Minorsky und der deutschen Iranisten Oskar Mann und Karl Hadank.